# Hermann Josef Abs (Erziehungswissenschaftler)
Hermann Josef Abs (* 1968) ist ein deutscher Erziehungswissenschaftler. Er hat seit 2013 die Professur für Erziehungswissenschaft mit dem Schwerpunkt Schulpädagogik (Educational Research and Schooling) an der Universität Duisburg-Essen inne.

## Wissenschaftlicher Werdegang
Von 1989 bis 1995 studierte Abs zunächst die Fächer Erziehungswissenschaften, Deutsch und Katholische Theologie an den Universitäten in Bonn und Freiburg, legte 1995 das 1. Staatsexamen und 2002 das 2. Staatsexamen für das Lehramt an Gymnasien in Baden-Württemberg ab. Dann war Abs wissenschaftlicher Mitarbeiter am Institut für Philosophie und Erziehungswissenschaft der Universität Freiburg und wurde dort im Jahr 2001 promoviert. Von 2002 bis 2009 war er als wissenschaftlicher Mitarbeiter am Leibniz-Institut für Bildungsforschung und Bildungsinformation (DIPF) in Frankfurt am Main tätig.
Im Jahr 2009 erreichte ihn der Ruf an die Universität Gießen als Professor für Erziehungswissenschaft. 2013 folgte er einem Ruf an den Lehrstuhl für Erziehungswissenschaft mit dem Schwerpunkt Schulpädagogik der Universität Duisburg-Essen. Dort war Abs von 2014 bis 2015 als Prodekan für Forschung an der Fakultät für Bildungswissenschaften tätig; von 2016 bis 2017 fungierte er als Dekan der Fakultät. Weiterhin war Abs von 2016 bis 2020 Gründungsvorsitzender des Interdisziplinären Zentrums für Integrations- und Migrationsforschung (InZentIM) der Universität Duisburg-Essen. Seit 2020 ist er stellvertretender Vorsitzender des Forschungszentrums.

## Forschungsthemen und Projekte
Abs forscht zum Einfluss und zur Veränderung von Schule sowie zur Entwicklung von Lehrerprofessionalität angesichts sich wandelnder gesellschaftlicher Herausforderungen. Ein besonderer Fokus liegt auf Fragen politischer Sozialisation und zivilgesellschaftlicher Bildung (Civic and Citizenship Education).
Methodisch bilden internationale Schulleistungsuntersuchungen und Vergleichsstudien im Bildungssystem den Schwerpunkt von Abs’ Forschung. Er leitet das deutsche Studienzentrum der International Civic and Citizenship Education Study (ICCS 2022), nachdem er bereits ICCS 2016 hauptverantwortlich durchgeführt hatte. Weiterhin hat er unterschiedliche drittmittelgeförderte Forschungsprojekte zur Qualifikation von Lehrern und zur Schulentwicklung durchgeführt, unter anderem NEST - Novice Educator Support and Training (2021–2024), NEWTT - A New Way for New Talents in Teaching (2016–2019) und Kulturagenten for kreative Schulen (2012–2016).

## Institutionelles Engagement
Abs war Mitglied im European Education and Training Expert Panel der Europäischen Kommission (2018 – 2019) und fungierte von 2015 bis 2019 als Co-Koordinator der Special Interest Group Moral and Democratic Education (SIG 13) der European Association for Research on Learning and Instruction (EARLI). Seit 2020 ist er Mentor im Rahmen des interdisziplinären Mentoring-Programms der World Education Research Association (WERA) und seit 2021 Mitglied des Editorials Board für das British Educational Research Journal (BERJ).
Auf nationaler Ebene war Abs von 2016 bis 2020 gewähltes Vorstandsmitglied der Deutschen Gesellschaft für Erziehungswissenschaft (DGfE), die er auch im Council der World Education Research Association vertrat.
Abs ist seit 2015 Mitglied im wissenschaftlichen Beirat der Bundeszentrale für politische Bildung (BpB). Seit 2018 ist er Vorsitzender des Gremiums.

## Veröffentlichungen (Auswahl)
- Options for developing European strategies on citizenship education, European Research Journal, 55(2), 2021, S. 1–19. doi:10.1177/1474904121994418
- mit Katrin Hahn-Laudenberg (Hrsg.): Das politische Mindset von 14-Jährigen : Ergebnisse der International Civic and Citizenship Study 2016, Münster: Waxmann, 2017, ISBN 978-3-8309-3737-1
- mit Thomas Brüsemeister, Michael Schemmann, Jochen Wissinger (Hrsg.): Governance im Bildungssystem : Analysen zur Mehrebenenperspektive, Steuerung und Koordination. Educational Governance, Band 26, Wiesbaden: Springer/VS, 2015.
- mit Nina Roczen, Eckhard Klieme: Abschlussbericht zur Evaluation des BLK-Programms „Demokratie lernen und leben“. Materialien zur Bildungsforschung, Band 19, Frankfurt a. M.: Gesellschaft zur Förderung Pädagogischer Forschung, 2007, ISBN 978-3-923638-37-6
- Freiwilliges Engagement in der Reflexion: Zur Selbstdeutung helfender Tätigkeit bei jungen Erwachsenen im Kontext unterschiedlicher Organisationsformen. 1. Auflage. Lambertus, Freiburg im Breisgau 2001, ISBN 978-3-7841-1377-7 (Zugleich: Freiburg i. Br., Univ., Diss., 2001).